# Vindruekerneolie
Vindruekerneolie er en vegetabilsk olie, som bruges til salatdressinger, marinader, friturestegning, bagning, massageolie, solcreme, hårprodukter, hygiejnecremer, læbepomade og håndcremer.
Vindruekerneolie har et højt indhold af flerumættet fedt og et lavt indhold af mættet fedt. Den presses af vindruers kerner, som er et biprodukt af vinfremstilling og produceres hovedsageligt i landene omkring Middelhavet; især Italien, Frankrig og Spanien, samt Argentina. Vindruekerneolie tåler opvarmning op til 216 °C. 